# Rhoptromyrmex caritus
Rhoptromyrmex caritus är en myrart som beskrevs av Bolton 1986. Rhoptromyrmex caritus ingår i släktet Rhoptromyrmex och familjen myror. Inga underarter finns listade i Catalogue of Life.